# 감잎차
감잎차는 감나무 잎을 우려 만든 한국의 전통차이다.
감잎차에 함유된 다당성분이 면역력 증진과 항종양에도 효과가 있다는 연구결과가 발표되었고 동의보감과 본초강목에서는 감잎의 효능이 혈액, 심장과 관련이 높아 순환기 질환예방, 당뇨, 피부질환 치료에 사용했다고 전해진다.
또한 세균번식을 억제하는 효능이 있어 감잎에 음식을 싸서 보관하기도 했다.

## 사진 갤러리

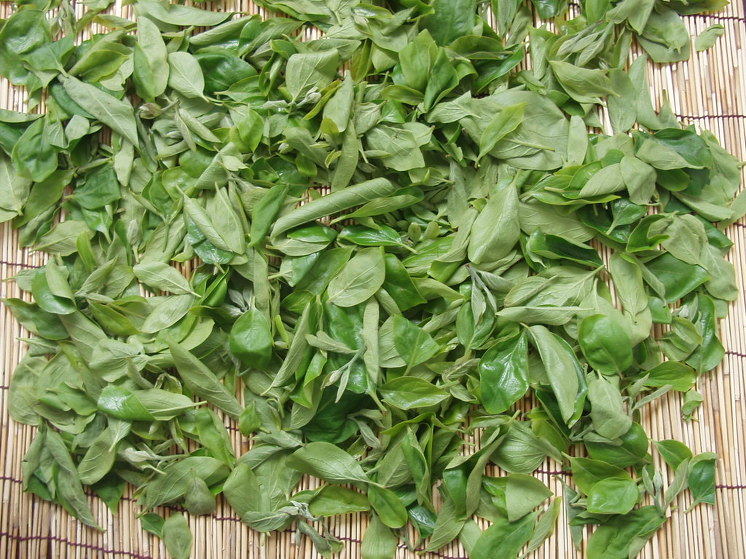
감잎 말리기